# 低維拓撲
在数学中，低维拓扑是拓扑学中研究二、三、四维流形或更广义的拓扑空间的一个分支。有代表性的研究主题包括三维流形、四维流形、扭结和辫群等的结构理论。低维拓扑是几何拓扑学的一部分。

## 历史
自1960年起，一系列的论文逐渐引起了数学界对低维拓扑的关注。1961年，斯梅尔（英語：Smale）证明了在五维以上，庞加莱猜想是成立的。对于一维二维的庞加莱猜想，人们早已熟知。于是在当时，三维四维的庞加莱猜想似乎是最难以证明的，因为在高维度中所使用的证明方法并不适用于三维四维的情形。1980年代初，威廉·瑟斯顿（英語：Thurston）的几何化猜想，预示着低维几何和低维拓扑有紧密的关系。1980年代早期，沃恩·琼斯（英語：Vaughan Jone）发现了琼斯多项式，将纽结理论引向新的研究方向，并且琼斯多项式中含藏着低维拓扑和数学物理的联系。

## 二维拓扑空间
曲面是一个二维的拓扑流形。我们最熟悉的例子是欧几里得空间中三维实心体的边界，例如三维球体的边界。除此之外，也有一些曲面不能被嵌入三维欧式空间中，例如克莱因瓶。

### 闭曲面的分类
闭曲面的分类理论陈述如下：任意连通的闭曲面属于以下三种类别之一
1. 球面
2. g个环面的连通和，这里{\displaystyle g\geq 1}
3. k个实射影平面的连通和，这里{\displaystyle k\geq 1}

前两个类别的曲面是可定向的，若把球面当成是0个环面的连通和，那么第一个类别可归入第二个类别。第二个类别中，数字g被叫做曲面的亏格。曲面的亏格和欧拉示性数有一定联系：对于g个环面的连通和，它的欧拉示性数为2 − 2g.

## 三维拓扑空间

### 定义
如果一个拓扑空间{\displaystyle M}满足以下条件，那么{\displaystyle M}是一个三维拓扑流形
1. {\displaystyle M}是第二可数空间
2. {\displaystyle M}是豪斯多夫空间
3. {\displaystyle M}上每一个点都被包含于一个开集，而且这个开集和三维欧式空间同胚

### 三维流形理论
在三维情况，拓扑流形、分段线性流形、光滑流形三个范畴都等价，因此很少会刻意区分三维流形是属于哪一类。三维流形中的现象和其他维度的现象有着巨大的差别，因此有许多研究方法专门适用于三维流形，而不能被推广至更高的维度。三维流形的特殊性，导致了三维流形和许多领域有着密切的联系，例如：纽结理论、几何群论、双曲几何、数论、拓扑量子场论、规范场论、Floer同调论、偏微分方程。三维流形理论被划分为低维拓扑或几何拓扑学的一部分。